# Frontière entre Chypre et le Liban
 (décembre 2023).
Si vous disposez d'ouvrages ou d'articles de référence ou si vous connaissez des sites web de qualité traitant du thème abordé ici, merci de compléter l'article en donnant les références utiles à sa vérifiabilité et en les liant à la section « Notes et références ».
La frontière entre Chypre et Liban est un tracé délimitant les zones économiques exclusives respectives du Liban et de Chypre.

## Historique
Ce tracé a fait l'objet d'un accord entre les deux pays qui a été signé le 17 janvier 2007 mais n'a finalement pas été ratifié par le parlement libanais. En effet, le champ gazier Tamar 2 a été découvert à 90 km des côtes israéliennes par Noble Energy en janvier 2009.
Le 29 avril 2009, le Liban révise sont positionnement et place le tripoint potentiel avec Israël 17 km plus bas. En juillet 2010, Le liban et la Syrie s'accorde pour délimiter leur frontière maritime mais qui n'aboutira pas à cause des conflits syriens.
La Frontière entre Chypre et Israël est officialisée le 17 décembre 2010 contestée l'année suivante par le Liban.

## Caractéristiques
Selon l’accord de janvier 2007, Les espaces maritimes de chacun des deux pays seraient délimités par les arcs de loxodromie joignant les points dont les coordonnées géographiques sont les suivantes (dans le système géodésique :
- Point 1 : 33° 38′ 40″ N 33° 53′ 40″ S
- Point 2 : 33° 51′ 30″ N 34° 02′ 50″ S
- Point 3 : 33° 59′ 40″ N 34° 18′ 00″ S
- Point 4 : 34° 23′ 20″ N 34° 44′ 00″ S
- Point 5 : 34° 39′ 30″ N 34° 53′ 50″ S
- Point 6 : 34° 45′ 00″ N 34° 56′ 00″ S